# (Now and Then There's) A Fool Such as I
Singles de Hank Snow
The Gal Who Invented Kissin'
(1952) Honeymoon on a Rocket Ship
(1953)
Clip vidéo
[vidéo] « (Now and Then There's) A Fool Such as I (audio) », sur YouTube
Singles de Baillie & the Boys
Perfect
(1990) Treat Me Like a Stranger
(1991)
(Now and Then There's) A Fool Such as I est une chanson, dont l'interprétation la plus célèbre est celle d'Elvis Presley, sortie en single sur le label RCA Victor en 1958.

## Composition
La chanson est écrite par Bill Trader.

## Histoire
La chanson a été initialement enregistrée par Hank Snow, qui l'a sortie en single en novembre 1952.